# August Reinsdorf
August Reinsdorf (Pegau, janvier 1849 - Halle, 7 février 1885) est un anarchiste allemand.
En 1884, il décide d'assassiner l'empereur Guillaume Ier qu'il considère comme un dictateur et à cette fin, il place de la dynamite sous un pont que le carrosse du souverain doit traverser. Cependant, son plan avorte en raison de la pluie qui éteint la mèche des explosifs. Découvert, il est arrêté et exécuté à Halle, en province de Saxe.

## Référence
- (en) Cet article est partiellement ou en totalité issu de l’article de Wikipédia en anglais intitulé « August Reinsdorf » (voir la liste des auteurs).

1. ↑  L'Attentat de Niederwald, in : Le Voleur, 25 décembre 1884, p. 815

## Sources
- L'Éphéméride anarchiste : notice biographique.
- Centre international de recherches sur l'anarchisme (Lausanne) : notice bibliographique.
- Lou Marin, L'anarchisme de langue allemande des origines à nos jours. Brève introduction, sommaire et point de vue subjectif d'un militant anarchiste non-violent, Centre international de recherches sur l'anarchisme (Marseille), s/d, lire en ligne, lire en ligne.